# Smeringochernes
Genre
Smeringochernes est un genre de pseudoscorpions de la famille des Chernetidae.

## Distribution
Les espèces de ce genre se rencontrent en Océanie.

## Liste des espèces
Selon Pseudoscorpions of the World (version 3.0) :
- Smeringochernes (Gressittochernes) Beier, 1957
  - Smeringochernes carolinensis Beier, 1957
- Smeringochernes (Smeringochernes) Beier, 1957
  - Smeringochernes aequatorialis (Daday, 1897)
  - Smeringochernes greensladeae Beier, 1966
  - Smeringochernes guamensis Beier, 1957
  - Smeringochernes navigator (Chamberlin, 1938)
  - Smeringochernes novaeguineae Beier, 1965
  - Smeringochernes pauperculus Beier, 1970
  - Smeringochernes plurisetosus Beier, 1966
  - Smeringochernes salomonensis Beier, 1964
  - Smeringochernes yapensis Beier, 1957
  - Smeringochernes zealandicus Beier, 1976

## Étymologie
Le sous-genre Gressittochernes est nommé en l'honneur de Judson Linsley Gressitt.

## Publication originale
- Beier, 1957 : Pseudoscorpionida. Insects of Micronesia, vol. 3, p. 1-64 (texte intégral).